# Money-Making Coats
Money-Making Coats è un cortometraggio muto del 1913 diretto da W.P. Kellino.

## Trama
In Petticoat Lane, un venditore ambulante trucca le sue carte.

## Produzione
Il film fu prodotto dalla EcKo.

## Distribuzione
Distribuito dall'Universal Pictures, il film - un cortometraggio di 118 metri - uscì nelle sale cinematografiche britanniche nel novembre 1913.